# Duolever

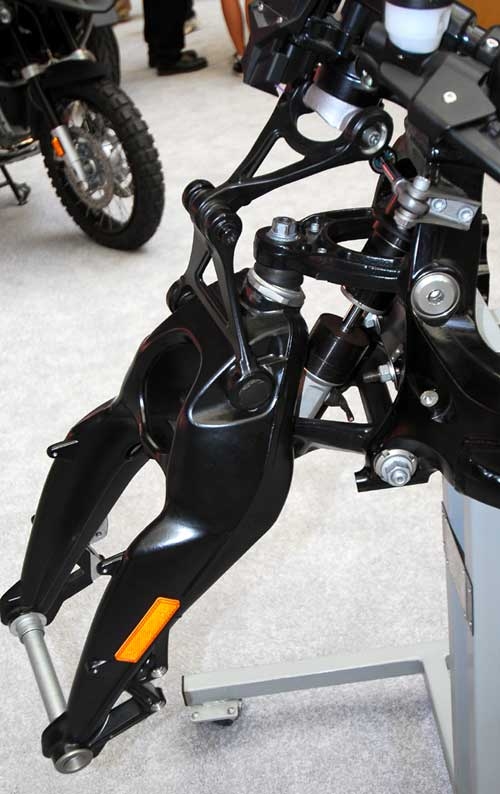
Duolever voorwielophanging van BMW

Duolever is de naam van een voorwielophanging van BMW-motorfietsen.
Het is de opvolger van het voorveersysteem Telelever. Duolever werd gepresenteerd op de K 1200 S in 2004. Het systeem heeft geen vorkpoten meer, maar starre gietstukken en twee "wishbones" waartussen het veer-demperelement zit.